# 1898 dans le catholicisme
Chronologie du catholicisme
- 1894
- 1895
- 1896
- 1897
- 1898
- 1899
- 1900
- 1901
- 1902

Cet article présente les faits marquants de l'année 1898 dans le catholicisme.

## Évènements
- 29 avril : L'église Sainte Clotilde à Paris est élevée au rang de basilique mineure par Léon XIII.
- 13 au 17 juillet : Congrès eucharistique international à Bruxelles.
- Septembre : Première édition d'Histoire d'une âme, récit autobiographique de Sainte Thérèse de Lisieux

## Naissances
- 1er février : Léon Delaere, prélat capucin et missionnaire belge, premier évêque de Molegbe puis évêque titulaire de Rusibisir (de), précédemment évêque titulaire de Fesseë (de) († 14 juin 1983)
- 20 février : 
  - Anselme Dimier, moine trappiste et historien français spécialiste des cisterciens († 4 mai 1975)
  - Georges-Louis Dropsy, prêtre et résistant belge († 21 avril 1956)
- 26 février : Arnaud de Solages, prêtre jésuite, enseignant et résistant français († 22 novembre 1981)
- 28 février : Hugh O'Flaherty, prêtre irlandais du Saint-Siège, sauveteur de juifs et de soldats alliés, Juste parmi les nations († 30 octobre 1963)
- 6 mars : Bienheureuse María Antonia Bandrés y Elosegui, religieuse espagnole († 27 avril 1919)
- 9 mars : Jean-Baptiste Boivin, prélat et missionnaire français, premier archevêque d'Abidjan († 24 avril 1970)
- 18 mars : Lawrence Shehan, cardinal américain, archevêque de Baltimore († 26 août 1984)
- 12 avril : Joseph Robert, prêtre français, fondateur d'une communauté pastorale († 15 mars 1987)
- 1er mai : Bienheureux Władysław Goral, prélat polonais, évêque auxiliaire de Lublin, martyr du nazisme († février 1945)
- 4 mai : Cyprien Rome, prêtre français († 16 décembre 1973)
- 8 mai : Bienheureux Alojzije Stepinac, cardinal croate, archevêque de Zagreb, martyr du communisme († 10 février 1960)
- 10 mai : Giacomo Violardo, cardinal italien de la Curie († 17 mars 1978)
- 18 juin : Alphonse Thommerot, prêtre français († 13 mars 1972)
- 19 juin : Charles van Melckebeke, prélat et missionnaire belge, évêque de Yinchuan († 26 août 1980)
- 1er juillet : André-Marie Charue, prélat belge, évêque de Namur († 20 décembre 1977)
- 3 juillet : Bienheureux Étienne Grelewski, prêtre et martyr polonais du nazisme († 24 mai 1941)
- 2 août : Bienheureuse Caroline Kózka, martyre de la pureté polonaise († 18 novembre 1914)
- 3 août : Ildebrando Antoniutti, cardinal italien de la Curie († 1er août 1974)
- 16 août : Franz Grégoire, prêtre, théologien, philosophe et enseignant belge († 10 octobre 1977)
- 6 septembre : Georges Finet, prêtre français, père spirituel de Marthe Robin et cofondateur des Foyers de charité, accusé d'abus sexuels († 14 avril 1990)
- 8 septembre : Michel Riquet, prêtre jésuite, théologien et prédicateur français († 5 mars 1993)
- 26 septembre : Pierre de La Chanonie, prélat français, évêque de Clermont († 27 août 1990)
- 27 septembre : Étienne Carton de Wiart, prélat belge, évêque de Tournai († 30 juillet 1948)
- 30 septembre : Bienheureux Nikolaus Gross, syndicaliste, journaliste, résistant au nazisme et martyr allemand († 23 janvier 1945)
- 2 octobre : Henri Poisson, prêtre, historien et auteur français († 19 décembre 1977)
- 22 octobre : Alfred Ancel, prélat français, évêque auxiliaire de Lyon († 11 septembre 1984)
- 4 novembre : Carl Hensler, prêtre américain connu pour son implication sociale († 22 novembre 1984)
- 5 novembre : Damiano da Bozzano, prêtre capucin, missionnaire au Brésil et vénérable italien († 31 mai 1997)
- 9 novembre : Edmond Leclef, prêtre, secrétaire du cardinal Van Roey († 21 juillet 1967)
- 10 décembre : Émile-Charles-Raymond Pirolley, prélat français, évêque de Nancy († 29 juin 1971)
- 11 décembre : Joseph-Marie Trinh-nhu-Khuê, premier cardinal vietnamien, archevêque d'Hanoï († 27 novembre 1978)
- 26 décembre : Fernand Boulard, prêtre et sociologue français († 17 novembre 1977)

## Décès
- 7 janvier : César-Joseph Marpot, prélat français, évêque de Saint-Claude (° 7 novembre 1827)
- 16 février : 
  - Pierre-Louis-Marie Cortet, prélat français, évêque de Troyes (° 7 mars 1817)
  - Alexandre de Gabriac, prêtre jésuite et écrivain français (° 6 septembre 1827)
- 24 février : James Vincent Cleary, prélat canadien, archevêque de Kingston (° 18 septembre 1828)
- 12 avril : Elzéar-Alexandre Taschereau, cardinal canadien, archevêque de Québec (° 17 février 1820)
- 26 avril : José Antonio Plancarte, prêtre mexicain, fondateur des Filles de Marie Immaculée de Guadalupe, vénérable (° 23 décembre 1840)
- 2 mai : Flavien Hugonin, prélat français, évêque de Bayeux et Lisieux (° 3 juillet 1823)
- 11 mai : Georg Ignaz Komp, prélat allemand, archevêque de Fribourg-en-Brisgau (° 5 juin 1828)
- 24 mai : Henri-Victor Valleau, prélat français, évêque de Quimper et Léon (° 17 novembre 1835)
- 28 mai : Louis Baron, prélat français, évêque d'Angers (° 5 août 1838)
- 30 juin : Odon Delarc, prêtre et historien français (° 15 août 1839)
- 14 juillet : Louis-François Richer Laflèche, prélat canadien, évêque de Trois-Rivières (° 4 septembre 1818)
- 21 juillet : Jean-André Cuoq, prêtre, missionnaire, philologue et linguiste français (° 6 juin 1821)
- 30 juillet : John Walsh, prélat canado-irlandais, archevêque de Toronto (° 24 mai 1830)
- 4 août : Sylwester Sembratowicz, cardinal ukrainien, archevêque majeur de Lemberg (Lviv) des Ukrainiens (° 3 septembre 1836)
- 12 août : Jean-Baptiste Bréhéret, prêtre mariste et missionnaire français, "apôtre des îles Fidji", préfet apostolique des Fidji (° 14 juin 1815)
- 17 octobre : Jean-Marie Dépierre, prélat et missionnaire français, vicaire apostolique de Cochinchine occidentale (° 18 janvier 1855)